# Selección femenina de hockey sobre hielo de Finlandia
La selección femenina de hockey sobre hielo de Finlandia es el equipo femenino de hockey sobre hielo que representa a Finlandia. El equipo es representado por la Finnish Ice Hockey Association, la asociación de hockey sobre hielo de Finlandia, miembro de la IIHF. Finlandia es una de las selecciones más dominante a nivel internacional.

## Historial

### Juegos Olímpicos
| Partidos            | PJ | PG | PE | PP | GF | GC | Capitana         | Ronda                        | Posición                            |
| ------------------- | -- | -- | -- | -- | -- | -- | ---------------- | ---------------------------- | ----------------------------------- |
| Nagano 1998         | 6  | 4  | 0  | 2  | 31 | 11 | –                | Partido de medalla de bronce | Medalla de bronce, Juegos Olímpicos |
| Salt Lake City 2002 | 5  | 2  | 0  | 3  | 11 | 15 | –                | Partido de medalla de bronce | 4.º puesto                          |
| Turín 2006          | 5  | 2  | 0  | 3  | 10 | 17 | Sari Fisk        | Partido de medalla de bronce | 4.º puesto                          |
| Vancouver 2010      | 5  | 3  | 0  | 2  | 10 | 15 | Emma Laaksonen   | Partido de medalla de bronce | Medalla de bronce, Juegos Olímpicos |
| Sochi 2014          | 4  | 1  | 0  | 3  | 7  | 13 | Jenni Hiirikoski | Cuartos de final             | 5.º puesto                          |
| Pyeongchang 2018    | 4  | 3  | 0  | 3  | 17 | 17 | Jenni Hiirikoski | Partido de medalla de bronce | Medalla de bronce, Juegos Olímpicos |
| Pekín 2022          | 7  | 4  | 0  | 3  | 22 | 24 | Jenni Hiirikoski | Partido de medalla de bronce | Medalla de bronce, Juegos Olímpicos |

### Campeonatos Mundiales
- 1990 -  Bronce
- 1991 - Torneo no celebrado
- 1992 -  Bronce
- 1993 - Torneo no celebrado
- 1994 -  Bronce
- 1995 - Torneo no celebrado
- 1996 - Torneo no celebrado
- 1997 - 4.º puesto
- 1998 - Torneo no celebrado debido a los Juegos Olímpicos de Invierno 1998
- 1999 -  Bronce
- 2000 -  Bronce
- 2001 - 4.º puesto
- 2002 - Torneo no celebrado debido a los Juegos Olímpicos de Invierno 2002
- 2003 - Torneo no celebrado debido a la crisis del SARS
- 2004 -  Bronce
- 2005 - 4.º puesto
- 2006 - Torneo no celebrado debido a los Juegos Olímpicos de Invierno 2006
- 2007 - 4.º puesto
- 2008 -  Bronce
- 2009 -  Bronce
- 2010 - Torneo no celebrado debido a los Juegos Olímpicos de Invierno 2010
- 2011 -  Bronce
- 2012 - 4.º puesto
- 2013 - 4.º puesto
- 2014 - Torneo no celebrado debido a los Juegos Olímpicos de Invierno 2014
- 2015 -  Bronce
- 2016 - 4.º puesto
- 2017 -  Bronce
- 2018 - Torneo no celebrado debido a los Juegos Olímpicos de Invierno 2018
- 2019 -  Plata
- 2020 - Torneo cancelado debido a la pandemia de coronavirus[2]
- 2021 -  Bronce

### Campeonatos Europeos
- 1989  Oro
- 1992  Oro
- 1994  Oro
- 1997  Oro
- 1999  Bronce

### 3/4 Nations Cup
- 1995 - 4.º Puesto
- 1996 -  Bronce
- 1997 -  Bronce
- 1998 -  Bronce
- 1999 -  Bronce
- 2000 -  Bronce
- 2001 -  Bronce
- 2002 -  Bronce
- 2003 -  Bronce
- 2004 - 4.º Puesto
- 2005 -  Bronce
- 2006 - 4.º Puesto
- 2007 -  Bronce
- 2008 - 4.º Puesto
- 2009 - 4.º Puesto
- 2010 -  Bronce
- 2011 - 4.º Puesto
- 2012 - 4.º Puesto
- 2013 -  Plata
- 2014 - 4.º Puesto
- 2015 -  Bronce
- 2016 -  Bronce
- 2017 -  Bronce
- 2018 -  Bronce
- 2019 - Torneo cancelado debido a las diputas contractuales entre la Asociación Sueca de Hockey sobre hielo y la Selección femenina de Suecia

### Women's Nations Cup
Anteriormente conocida como la Air Canada Cup, la MLP Nations Cup y la Meco Cup.
- 2003 -  Bronce (Air Canada Cup)
- 2004 - 4.º Puesto (Air Canada Cup)
- 2005 -  Plata (Air Canada Cup)
- 2006 -  Plata (Air Canada Cup)
- 2007 - 6.º Puesto (Air Canada Cup)
- 2008 -  Plata (Air Canada Cup)
- 2009 - 5.º Puesto (MLP Nations Cup)
- 2010 - 5.º Puesto (MLP Nations Cup)
- 2011 - 6.º Puesto (MLP Nations Cup)
- 2012 -  Plata (Meco Cup)
- 2013 -  Bronce (Meco Cup)
- 2014 -  Oro (Meco Cup)
- 2015 -  Bronce (Meco Cup)
- 2016 -  Plata (Women's Nations Cup)
- 2017 -  Oro (Women's Nations Cup)
- 2018 -  Bronce (Women's Nations Cup)

### Canada Cup
- 2009 -  Bronce

## Plantilla actual
Plantilla convocada para los Juegos Olímpicos de Pekín 2022.
| N.º | Pos. | Nombre               | Altura | Peso  | Fecha de nacimiento                | Equipo                     |
| --- | ---- | -------------------- | ------ | ----- | ---------------------------------- | -------------------------- |
| 36  | POR  | Anni Keisala         | 1.74 m | 80 kg | 5 de abril de 1997 (27 años)       | Ilves Naiset               |
| 18  | POR  | Meeri Räisänen       | 1.70 m | 66 kg | 2 de diciembre de 1989 (35 años)   | JYP-Akatemia               |
| 1   | POR  | Eveliina Mäkinen     | 1.75 m | 68 kg | 12 de abril de 1995 (29 años)      | Brynäs IF                  |
| 6   | DEF  | Jenni Hiirikoski – C | 1.62 m | 62 kg | 30 de marzo de 1987 (37 años)      | Luleå HF                   |
| 2   | DEF  | Sini Karjalainen     | 1.74 m | 68 kg | 30 de enero de 1999 (26 años)      | Universidad de Vermont     |
| 9   | DEF  | Nelli Laitinen       | 1.69 m | 62 kg | 29 de abril de 2002 (22 años)      | Kiekko-Espoo               |
| 8   | DEF  | Ella Viitasuo        | 1.72 m | 69 kg | 27 de mayo de 1996 (28 años)       | Kiekko-Espoo               |
| 15  | DEF  | Minttu Tuominen      | 1.65 m | 73 kg | 26 de enero de 1990 (35 años)      | Kiekko-Espoo               |
| 88  | DEF  | Ronja Savolainen     | 1.76 m | 75 kg | 29 de noviembre de 1997 (27 años)  | Luleå HF                   |
| 7   | DEF  | Sanni Rantala        | 1.73 m | 63 kg | 8 de julio de 2002 (22 años)       | Kiekko-Espoo               |
| 23  | DEL  | Sanni Hakala         | 1.54 m | 54 kg | 31 de octubre de 1997 (27 años)    | HV71                       |
| 10  | DEL  | Elisa Holopainen     | 1.66 m | 58 kg | 27 de diciembre de 2001 (23 años)  | Kiekko-Espoo               |
| 33  | DEL  | Michelle Karvinen    | 1.67 m | 65 kg | 27 de marzo de 1990 (34 años)      | Malmö Redhawks             |
| 16  | DEL  | Petra Nieminen       | 1.69 m | 68 kg | 4 de mayo de 1999 (25 años)        | Luleå HF                   |
| 61  | DEL  | Tanja Niskanen       | 1.76 m | 72 kg | 11 de septiembre de 1992 (32 años) | KalPa                      |
| 28  | DEL  | Jenniina Nylund      | 1.71 m | 64 kg | 18 de junio de 1999 (25 años)      | St. Cloud State University |
| 34  | DEL  | Sofianna Sundelin    | 1.69 m | 55 kg | 13 de enero de 2003 (22 años)      | Team Kuortane              |
| 77  | DEL  | Susanna Tapani       | 1.77 m | 68 kg | 2 de marzo de 1993 (32 años)       | KRS Vanke Rays             |
| 40  | DEL  | Noora Tulus          | 1.65 m | 56 kg | 15 de agosto de 1995 (29 años)     | Luleå HF                   |
| 24  | DEL  | Viivi Vainikka       | 1.65 m | 67 kg | 23 de diciembre de 2001 (23 años)  | Luleå HF                   |
| 12  | DEL  | Sanni Vanhanen       | 1.65 m | 57 kg | 1 de julio de 2005 (19 años)       | Ilves/Tappara U16          |
| 32  | DEL  | Emilia Vesa          | 1.77 m | 66 kg | 3 de enero de 2001 (24 años)       | Kiekko-Espoo               |
| 27  | DEL  | Julia Liikala        | 1.66 m | 63 kg | 20 de marzo de 2001 (24 años)      | HIFK                       |
| 61  | DEL  | Tanja Niskanen       | 1.76 m | 72 kg | 11 de septiembre de 1992 (32 años) | KalPa                      |